# Вайт-Оук (Пенсільванія)
Вайт-Оук (англ. White Oak) — місто (англ. borough) в США, в окрузі Аллегені штату Пенсільванія. Населення — 7630 осіб (2020).

## Географія
Вайт-Оук розташований за координатами 40°20′20″ пн. ш. 79°47′46″ зх. д. / 40.33889° пн. ш. 79.79611° зх. д. (40.338789, -79.796072).  За даними Бюро перепису населення США в 2010 році місто мало площу 17,27 км², з яких 17,15 км² — суходіл та 0,12 км² — водойми.

## Демографія
Згідно з переписом 2010 року, у селищі мешкали 7862 особи в 3611 домогосподарстві у складі 2149 родин. Густота населення становила 455 осіб/км².  Було 3888 помешкань (225/км²).
Расовий склад населення:
| - 93,7 % — білих - 3,6 % — чорних або афроамериканців - 0,9 % — азіатів - 0,1 % — вихідців з тихоокеанських островів - 0,1 % — корінних американців |

До двох чи більше рас належало 1,5 %. Частка іспаномовних становила 0,9 % від усіх жителів.
За віковим діапазоном населення розподілялося таким чином: 15,0 % — особи молодші 18 років, 61,2 % — особи у віці 18—64 років, 23,8 % — особи у віці 65 років та старші. Медіана віку мешканця становила 49,9 року. На 100 осіб жіночої статі у селищі припадало 87,9 чоловіків;  на 100 жінок у віці від 18 років та старших — 84,6 чоловіків також старших 18 років.
Середній дохід на одне домашнє господарство  становив 65 728 доларів США (медіана — 53 902), а середній дохід на одну сім'ю — 77 454 долари (медіана — 69 217). Медіана доходів становила 47 262 долари для чоловіків та 40 385 доларів для жінок. За межею бідності перебувало 3,4 % осіб, у тому числі 0,0 % дітей у віці до 18 років та 1,3 % осіб у віці 65 років та старших.
Цивільне працевлаштоване населення становило 3941 особа. Основні галузі зайнятості: освіта, охорона здоров'я та соціальна допомога — 32,5 %, роздрібна торгівля — 12,5 %, науковці, спеціалісти, менеджери — 9,8 %, виробництво — 8,6 %.